# 水仙行動
水仙行動（英語：Operation Narcissus）是第二次世界大戰期間40名英軍空降特勤團成員對西西里島東南方海岸的一座燈塔之突襲。這40名英軍空降特勤團於1943年7月10日空降於目的地，任務是奪取此座燈塔和周圍的高地。
有情報報告，該地區已無人居住，因此這座燈塔和周圍的高地對附近的哈士奇行動登陸點沒有威脅，所以英軍空降特勤團的士兵們一槍未發就撤退了。